# Maciej Musiał

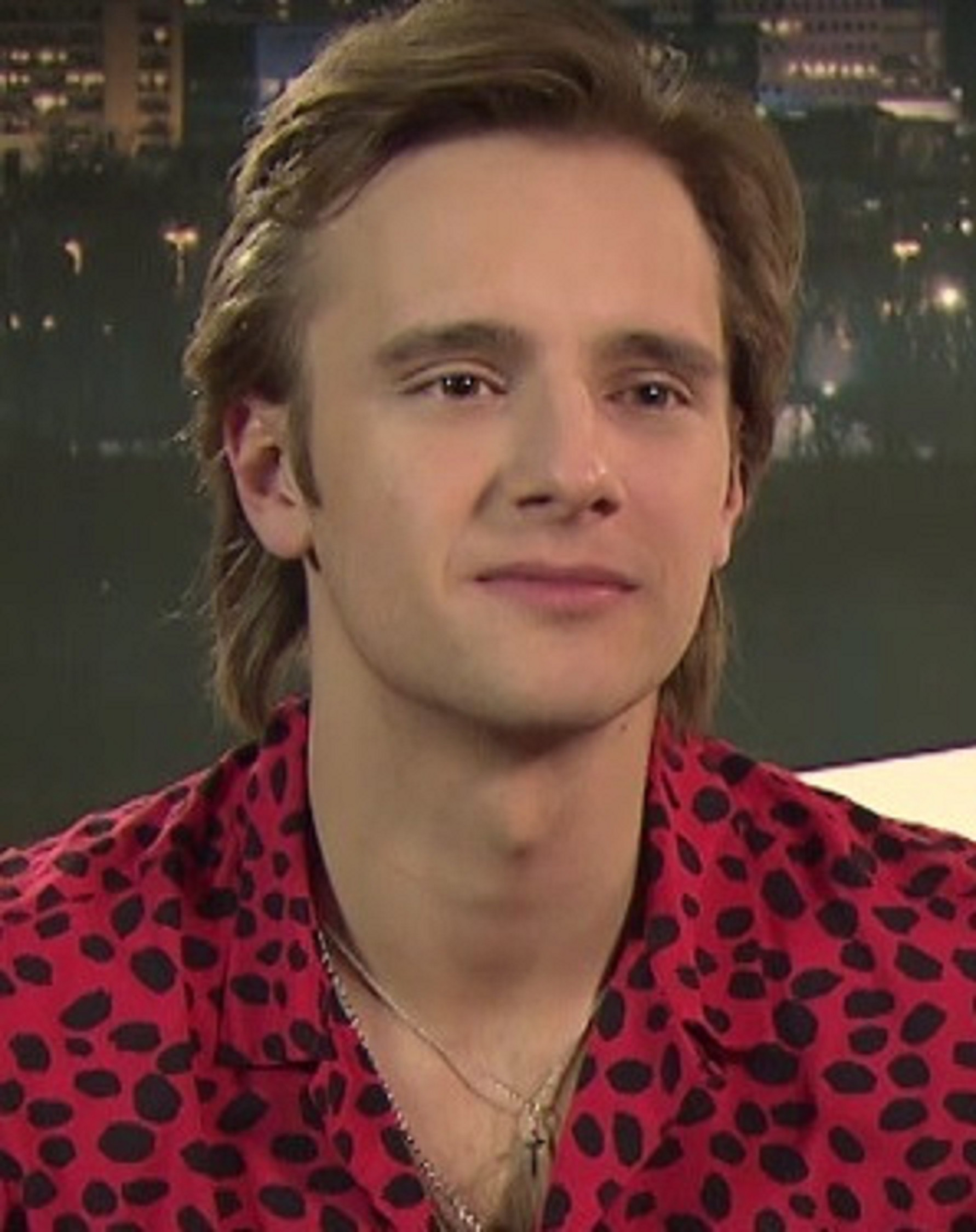
Maciej Musiał in 2018

Maciej Musiał (geboren op 11 februari 1995) is een Pools acteur. Hij is de zoon van de acteurs Andrzej en Anna Musiał. Hij begon zijn carrière in 2004. In 2019 heeft hij Sir Lazlo gespeeld in de Netflix-serie The Witcher.

## Filmografie (selectie)
Een selectie van rollen in films en televisieseries, exclusief Poolse nasynchronisatiestem.

### Films
- Futro (2008)
- Offline (2012)
- Dzień dobry, kocham cię! (2014)
- Dwie korony (2017)
- Miłość jest wszystkim (2018)

### Televisieseries
- Hotel pod żyrafą i nosorożcem (2008, 13 afleveringen)
- Ojciec Mateusz (2008-2011, 42 afleveringen)
- Rodzinka.pl (2011-2013, 2015-heden, terugkerende rol)
- Krew z krwi (2012, 2015, 18 afleveringen)
- Hotel 52 (2012-2013, 20 afleveringen)
- Czas honoru. Powstanie (2014, 12 afleveringen)
- The Witcher (2019, terugkerende rol)